# Asymmetrione dardani
Asymmetrione dardani är en kräftdjursart som beskrevs av M. Bourdon 1968. Asymmetrione dardani ingår i släktet Asymmetrione och familjen Bopyridae. Inga underarter finns listade i Catalogue of Life.